# Ernst Gutting
Ernst Gutting (30 janvier 1919 – 27 septembre 2013) est un prélat allemand de l'Église catholique romaine. En 2013, il devient le plus âgé des évêques catholiques de son pays.
Gutting est né à Ludwigshafen, en Allemagne, et fut ordonné prêtre le 3 juillet 1949. Il fut nommé évêque auxiliaire de Spire, ainsi qu'évêque titulaire de Sufar, le 31 mai 1971. Il est sacré évêque le 12 septembre 1971 par Friedrich Wetter. Il présente sa démission au pape Jean-Paul II à ses 75 ans, pour raison d'âge, le 24 février 1994, date à laquelle il devient évêque auxiliaire émérite de Spire